# اليوم العالمي لرجال الإطفاء

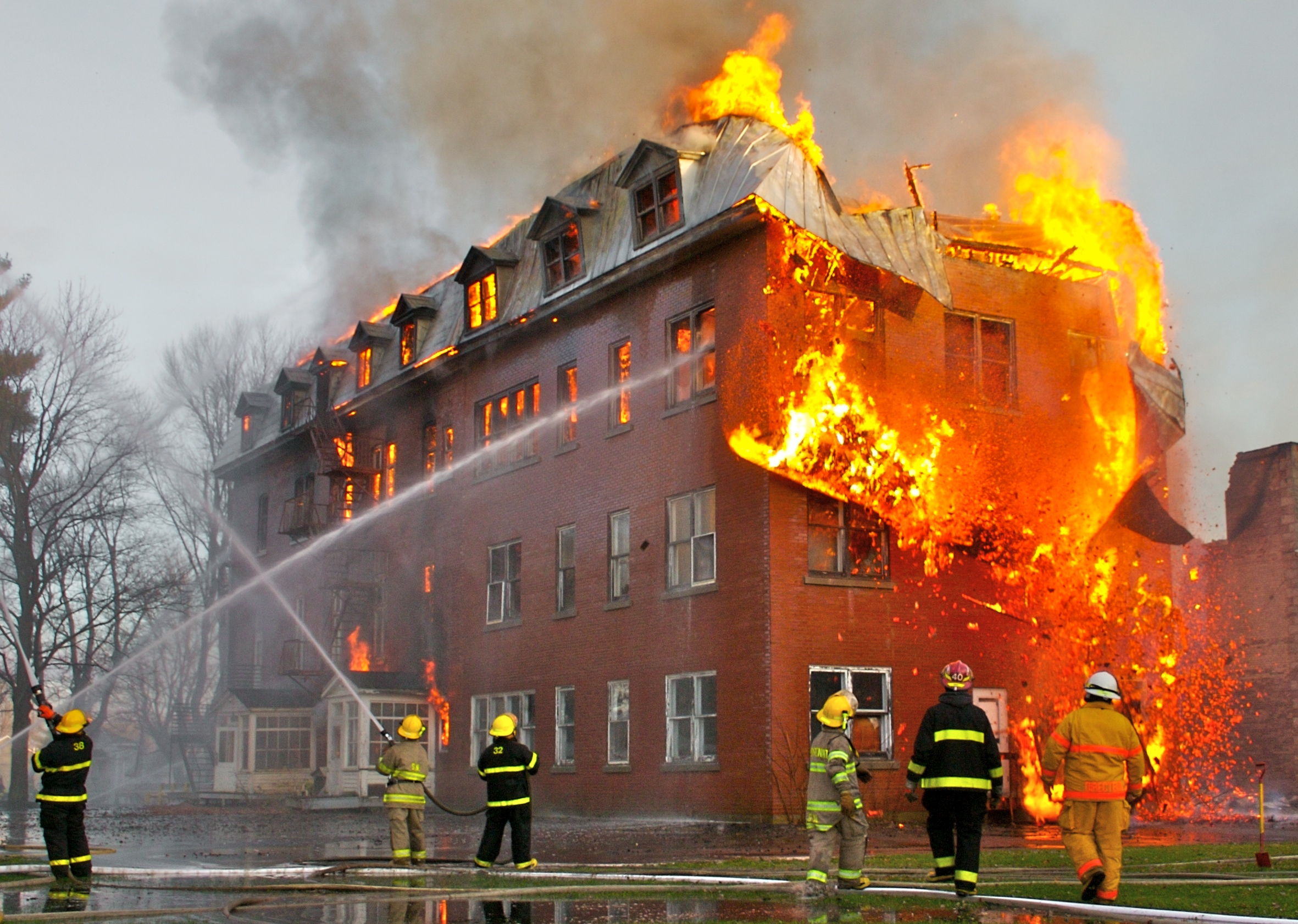
رجال إطفاء يكافحون حريق هائل

يوم رجال الإطفاء العالمي (بالإنجليزية: International Firefighters' Day)‏ يصادف الرابع من مايو كل سنة، تم اعتماده بعد مراسلة إلكترونية باقتراح عبر العالم في 4 يناير 1999 بسبب وفاة خمسة من رجال الإطفاء في ظروف مأساوية في الهشيم في أستراليا.
العديد من الدول الأوروبية استخدمت 4 مايو كيوم تقليدي لرجال الإطفاء، لأنه يوم القديس فلوريان، القديس الراعي لرجال الإطفاء.